# Da mihi factum, dabo tibi ius
Da mihi factum, dabo tibi ius is een Latijns juridisch adagium dat zijn oorsprong vindt in het Romeinse recht en betekent: “Geef mij de feiten, dan geef ik u het recht”. Dit impliceert dat het in een rechtszaak aan partijen is om de feiten te stellen en te bewijzen en aldus het geschil af te bakenen waarover de rechter rechtspreekt. Partijen hoeven niet het bestaan en de reikwijdte van het op hun geschil toepasselijk recht uiteen te zetten. Dat is namelijk de taak van de rechter; hij wordt geacht het recht te kennen: iura novit curia.